# 普雄路

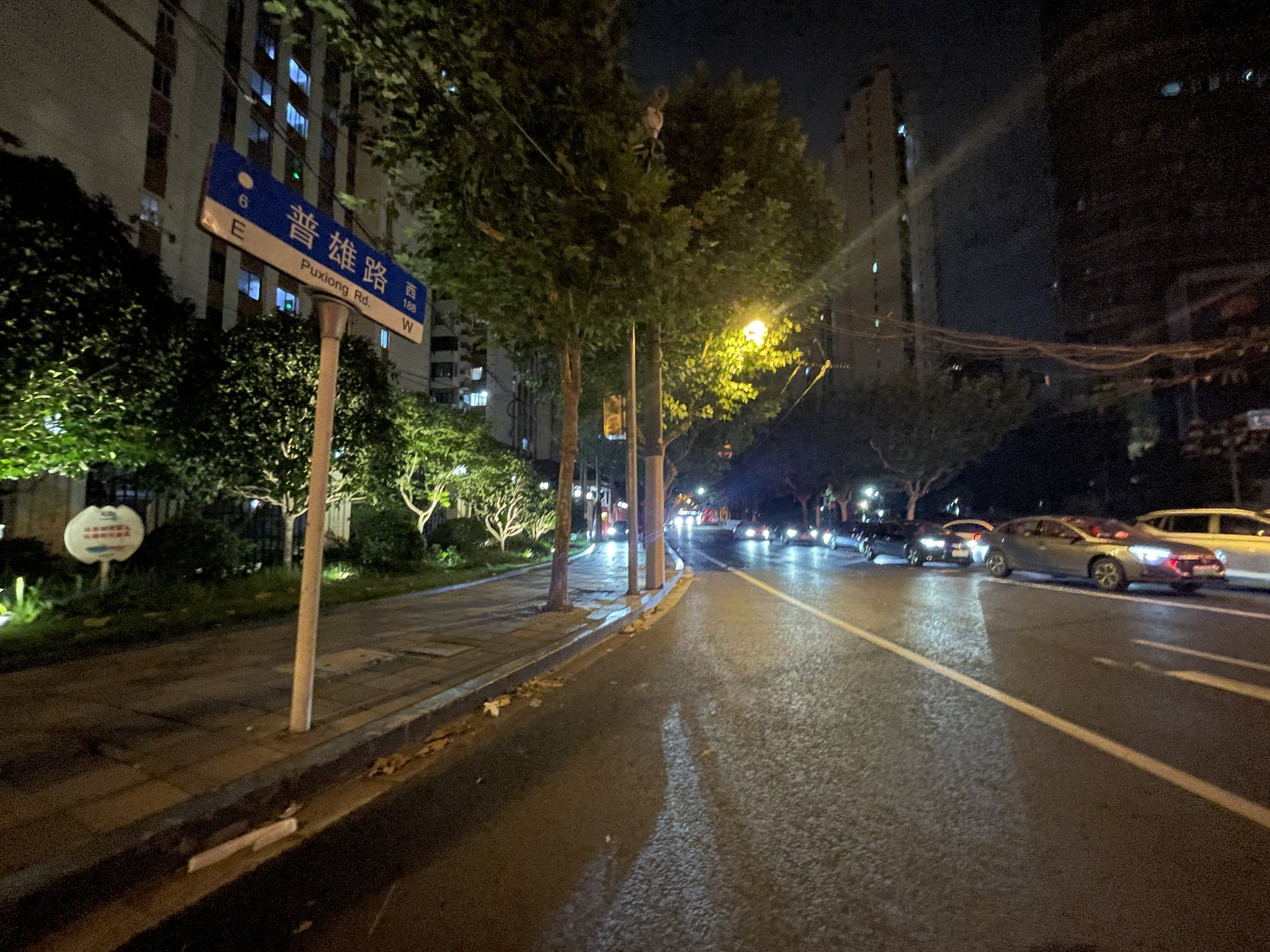
普雄路武宁路路口

普雄路是中華人民共和國上海市普陀區一條東西走向道路，西起曹楊路，東至武寧路，全长434米，道路宽度為14至15米。道路西段原为普陀区人民政府大院的内部道路，1956年武宁路建成后，改由武宁路51号大门进出，曹杨路大门改为后门。1964年拆除普陀一村，道路向东延伸至武宁路桥并以四川省凉山彝族自治州越西县普雄镇命名为普雄路。
道路沿途有上海市普陀体育馆、武宁新村幼儿园、逸流公寓、我格广场、普雄馨苑、金阳大厦等。